# Tu lo sai già
Tu lo sai già è un singolo del cantautore italiano Holden, pubblicato il 27 maggio 2022.

## Descrizione
Il brano è scritto, composto e prodotto dallo stesso cantautore.

## Tracce
Testi e musiche di Joseph Carta.
1. Tu lo sai già – 2:34